# الفجور السياسي
الفجور السياسي والحركة الإسلامية بالمغرب: دراسة في التدافع الاجتماعي عنوان كتاب بالعربية، من تأليف فريد الأنصاري، نشرته للمرة الأولى دار الفرقان سنة 2000م، وأعادت نشره دار السلام عام 2011م. يقع الكتاب في 160 صفحة قياس 17 سم.
يصف المؤلف الدراسة في المقدمة بأنها «نقد للواقع السوسيوسياسي المغربي [...] ونقد للحركة الإسلامية».

## أقسام الكتاب
يتكون الكتاب من مقدمة وثلاثة فصول وخاتمة.

## مضامين الكتاب

### المقدمة
يتساءل المؤلف في المقدمة عن حصيلة «العمل الإسلامي الدعوي»  في المغرب خلال العقود الثلاثة الأخيرة من القرن العشرين، ويرى أنه أثمر «يقظة دينية عمرت المساجد والجامعات» ، تجعل الناظر إلى مظاهرها «يعتقد أن اللون المسيطر على الساحة الاجتماعية المغربية هو اللون الإسلامي» ، لكن «التدهور الخلقي عرف امتداداً وشمولا سريعين» ؛ وبالتالي فإن «قياس تقدم الصلاح والإصلاح بالنظر إلى ذاته بين زمانين»  غير موثوق النتائج، «وإنما القياس العلمي الحقيقي هو المبني على اعتبار تطور الفساد أيضا». وبينما «يتضاعف الفساد عَدداً وعمقاً»، ويقيسه بـ«مقدار الجرأة على هتك الحياء العام، والإعلان للفاحشة، والاستهتار بالدين والقيم على الملأ العام»، يتساءل المؤلف عن موضع الخلل عند الحركة الإسلامية، من حيث إدراك طبيعة المعركة والانخراط في أداء دورها إزاءها.

### المقدمات المنهجية
المقصود بالمقدمة: «الكلية الحاكمة في الاستدلال على القضايا منطقياً» ، وهي هنا أربع كليات شرعية.

#### المقدمة الأولى
الكليات الشرعية أدلة قطعية في إفادة معناها لأنها «مستقرأة من مجموع الشريعة، وتعبر عن يقين معنوي، فلذلك كانت أصولَ الملة وقواعد الشريعة، التي تبنى عليها سائر الفروع»، كما أنها «أقوى الأدلة على إثبات أي شيء» من الشريعة. ويضرب المؤلف لذلك أمثلة منها استشهاده باقتباس من موافقات الشاطبي جاء فيه: «من هذا الطريق [أي تضافر الأدلة الظنية على معنى واحد حتى أفادت القطع] ثبت وجوب القواعد الخمس كالصلاة والزكاة وغيرها طبعا». والمعتبَر في الكلية «الغالب لا الشمول التام؛ والمتخلفات [أي الاستثناءات] الجزئية لا ينتظم منها كليٌّ يعارض هذا الكليَّ الثابت». والخلاف الممكن حول الكليات "قد يحصل في تحقيق مناطها على آحاد الجزئيات المنضوية تحتها" ، لأن «الجزئيات محكومة بالزمان والمكان، والكلي معنى ذهني تصوري».

## وصلات خارجية
النسخة الصوتية لكتاب الفجور السياسي
النسخة المصورة لكتاب الفجور السياسي